# Museo delle carrozze d'epoca

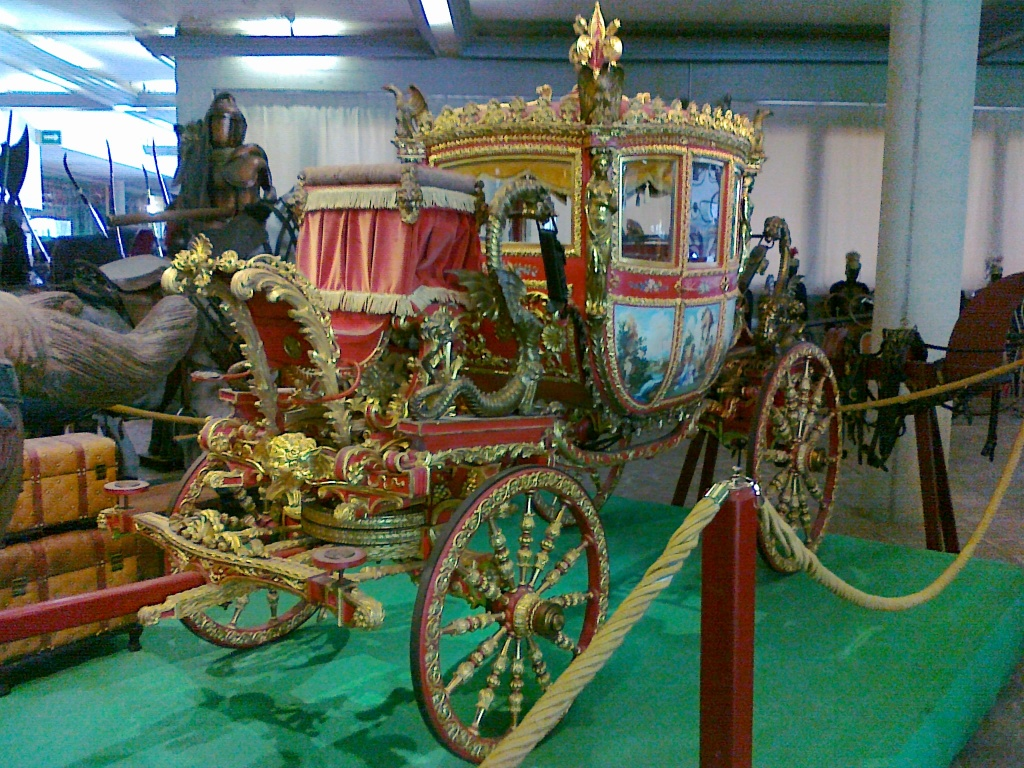
Berlinetta della principessa Sissi

Il Museo delle carrozze d'epoca, di proprietà privata, si trova a Roma ed accoglie una serie di carrozze scelte in 40 anni di ricerca ed è vasto 3.000 m².
Le carrozze sono di vari paesi del mondo e di varie tipologie:
Landau, spyder, berline, coupé, omnibus (ve n'è 1 da 15 posti che effettuava corse per 5 soldi), bighe, diligenze, carri da lavoro e carretti siciliani.
Il periodo spazia dal '700 al '900.
Chiude la mostra una serie di finimenti per cavalli.
Tra i pezzi in mostra spiccano una berlinetta regalata alla principessa Sissi d'Austria, il carro irlandese usato da John Wayne nel film Un uomo tranquillo, alcuni carri affrescati del comune di Roma del XIX sec., una diligenza del film Ombre rosse, un carro napoleonico con cannone del film Il Barone di Münchhausen, il landau dell'allora vescovo Karol Wojtyła per andare a sciare a Zakopane in Polonia, la carrozzella di Anna Magnani e la biga utilizzata nel film Il gladiatore con Russell Crowe.